# Hundeshagen
Hundeshagen ist ein Ortsteil der Stadt Leinefelde-Worbis im thüringischen Landkreis Eichsfeld.

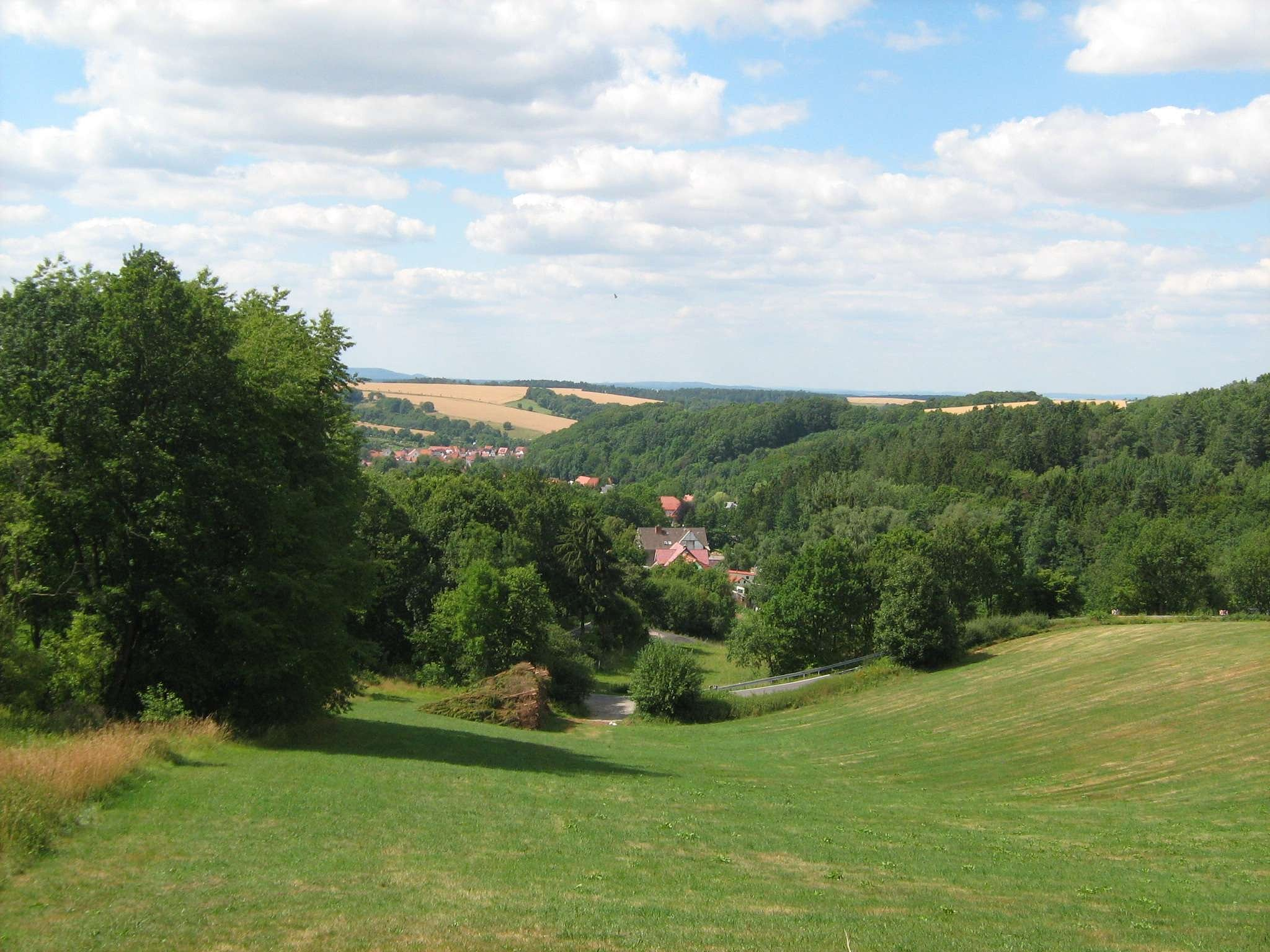
Blick auf Hundeshagen

## Geschichte
Hundeshagen wurde erstmals am 15. April 1282 urkundlich erwähnt, als die Herren von Westernhagen das Patronat über die Kirche erhalten. Im Jahr 1312 übergaben die Grafen von Lutterberg ihre Besitzungen in Hundeshagen ebenfalls den Herren von Westernhagen. Etwa 1,5 Kilometer westlich des Ortes lag die Burg Westernhagen auf einer kleinen Anhöhe, die von einem künstlichen Wasserlauf umgeben war. Von der Burg Osterhagen sind keine Spuren  mehr nachweisbar, sie lag aber auf einer nachweisbaren Anhöhe in der Nähe des Dorfes. Die Adelsfamilie Hagen ist ein bekanntes Geschlecht und saß in mehreren Dörfern der Gegend. Die Burgen wurden von Bauern 1525 zerstört, aber 1557 noch einmal genannt.
Um 1700 entstand etwa 1,5 Kilometer unterhalb des historischen Ortskernes (heute im Kiel genannt) nahe der ehemaligen Burg Osternhagen eine Kolonie „Freiheit“. Landlosen wurde hier von den Grundherren von Westernhagen gegen eine Schutzgebühr Land für den Bau einer Hausstelle übergeben. Ackerland besaßen sie die Bewohner der Freiheit nicht, waren aber auch von sonst üblichen Abgaben und Lasten der Ackerleute im Dorf Hundeshagen befreit. Mitte des 18. Jahrhunderts gab es 31 Freiheitshäuser, deren Zahl in den folgenden Jahrzehnten aber wieder zurückging. Die Bewohner der Freiheit verdienten sich ihren Lebensunterhalt mit handwerklichen Tätigkeiten, wie Wollkämmer, Kesselflicker und Besenbinder, später auch als Wandermusikanten. Vom Ende des 18. bis ins 19. Jahrhundert wurde der Bereich zwischen dem Altdorf und der Freiheit besiedelt, das heutige Mitteldorf mit der neuen Kirche und Schule.
Hundeshagen gehörte bis zur Säkularisation 1802 zu Kurmainz. 1802 bis 1807 war der Ort preußisch und kam dann zum Königreich Westphalen. Ab 1815 war er Teil der preußischen Provinz Sachsen. Unter der preußischen Hoheit und vor allem am Mitte des 19. Jahrhunderts häufen sich jene tragische Ereignisse, die Hundeshagen damals heimsuchten. Mit Ausbruch der Deutschen Revolution 1848/1849 kam es auch in Hundeshagen zu Kampfhandlungen, besondere Empörung veranlasste der Besitzer des Gutes Eylungen, welcher die Einwohner schikanierte und widerrechtlich inhaftieren ließ. Die Aufstände wurden jedoch erstickt, als Mühlhäuser Kürassiere und Jäger aus Nordhausen in die Gemeinde marschierten, den Ort besetzten, Steckbriefe veröffentlichten und zahlreiche Einwohner zu hohen Haftstrafen verurteilte. Vollzogen wurden diese in der Strafanstalt Lichtenburg und dem Erfurter Petersberg.
Nach Errichtung der NS-Herrschaft kam es 1934 zu schweren Zusammenstößen zwischen Einwohnern und SA-Leuten, drei Hundeshagener wurden deswegen 1935 zu Gefängnisstrafen verurteilt. Während des Zweiten Weltkrieges mussten seit 1939 etwa 30 Frauen und Männer aus Polen und der Ukraine bei Bauern und auf dem Gut Hermertal Zwangsarbeit leisten.
1945 bis 1949 gehörte Hundeshagen zur sowjetischen Besatzungszone und wurde ab 1949 Teil der DDR. Von 1961 bis zur Wende und Wiedervereinigung 1989/1990 wurde Hundeshagen von der Sperrung der nahen innerdeutschen Grenze beeinträchtigt. Seit 1990 gehört der Ort zum wieder gegründeten Bundesland Thüringen.
Der Ort ist auch als eichsfeldisches Musikantendorf bekannt, da hier ab dem 17. Jahrhundert das Wandergewerbe der Musikanten eine wichtige Rolle spielte. Um 1700 hatten die Herren von Westernhagen unterhalb ihrer Burg Osterhagen die Kolonie Freiheit gegründet. Die Bewohner verdienten ihr Geld  bald als Wandermusikanten. Dabei entwickelten sie eine eigene Sprache, welche Kochum genannt wurde. Diese ermöglichte eine Kommunikation der Wandermusikanten außerhalb ihres Heimatortes, ohne dass außenstehende Personen den Gehalt der Unterredung mitverfolgen konnten. Dies war sinnvoll, da man sich über Themen wie Politik oder Justiz frei verständigen konnte, ohne dass man Maßnahmen der staatlichen Behörden erwarten musste.
Am 6. Juli 2018 wurde Hundeshagen in die Stadt Leinefelde-Worbis eingegliedert.

### Kardinal-Meisner-Platz
Hundeshagen hat seit 2014 einen Kardinal-Meisner-Platz an der Kirche. Die Hundeshagener Bürger hatten zur DDR-Zeit dem späteren Kardinal sein Theologie-Studium mitfinanziert (wie es im Eichsfeld Tradition war). Meisner war dem Ort wie dem gesamten Eichsfeld zeitlebens eng verbunden. Meisner wurde im Missbrauchsgutachten für das Erzbistum Köln belastet. Trotzdem beschloss der Ortsteilbeirat 2021 einstimmig, den Platz nicht umzubenennen.

### Einwohnerentwicklung
Entwicklung der Einwohnerzahl (31. Dezember):
| - 1994: 1283 - 1995: 1306 - 1996: 1312 - 1997: 1311 - 1998: 1270 - 1999: 1301 | - 2000: 1318 - 2001: 1335 - 2002: 1304 - 2003: 1311 - 2004: 1286 - 2005: 1286 | - 2006: 1255 - 2007: 1273 - 2008: 1247 - 2009: 1264 - 2010: 1238 - 2011: 1245 | - 2012: 1201 - 2013: 1195 - 2014: 1173 - 2015: 1157 - 2016: 1155 - 2017: 1160 |

Datenquelle: Thüringer Landesamt für Statistik

## Politik

### Gemeinderat
Der Gemeinderat von Hundeshagen wurde alle fünf Jahre neu gewählt. Zwischen 1999 und 2018 hatte er folgende Zusammensetzungen:
| Sitzverteilung im Gemeinderat 2014Insgesamt 12 Sitze - CDU: 5 - VWG: 7 |                                                 |          |        |          |        |          |        |          |        |  |      |      |
| Parteien und Wählergemeinschaften                                      | Parteien und Wählergemeinschaften               | 2014     | 2014   |          | 2009   | 2009     |        | 2004     | 2004   |  | 1999 | 1999 |
| Parteien und Wählergemeinschaften                                      | Parteien und Wählergemeinschaften               | Anteil a | Sitze  | Anteil a | Sitze  | Anteil a | Sitze  | Anteil a | Sitze  |  |      |      |
| Christlich Demokratische Union Deutschlands                            | CDU                                             | 42,4     | 5      | 54,9     | 7      | 61,3     | 7      | 37,1     | 4      |  |      |      |
| Vereinigte Wählergemeinschaft Hundeshagen                              | VWG                                             | 57,6     | 7      | 45,1     | 5      | 38,7     | 5      | 62,9     | 8      |  |      |      |
| prozentualer Anteil ungültiger Stimmabgaben                            | prozentualer Anteil ungültiger Stimmabgaben     | 2,7      |        | 2,9      |        | 4,2      |        | 3,8      |        |  |      |      |
| Sitze der Stadtverordnetenversammlung insgesamt                        | Sitze der Stadtverordnetenversammlung insgesamt | 12       | 12     | 12       | 12     | 12       | 12     | 12       | 12     |  |      |      |
| Wahlbeteiligung                                                        | Wahlbeteiligung                                 | 62,0 %   | 62,0 % | 55,3 %   | 55,3 % | 55,3 %   | 55,3 % | 68,0 %   | 68,0 % |  |      |      |

### Ehemaliger Bürgermeister
Der ehrenamtliche Bürgermeister Thomas Müller (CDU)  wurde am 6. Juni 2010 gewählt und am 6. Juni 2016 mit 91,7 % der Stimmen wiedergewählt.

## Wappen
Blasonierung: „Auf rotem Grund ein goldener Sparren, rechts begleitet von einem sechsspeichigen Rad, links begleitet von einer silbernen Harfe, im Winkel drei silberne Glocken.“
Das Hundeshagener Wappen besteht aus drei Symbolen, die sich auf einen roten Hintergrund abzeichnen. Eine räumliche Trennung entsteht durch einen gelben Balken, der dreieckig an die Mitte des oberen Randes des Wappens stößt und das Dach des Glockenhauses der Kirche symbolisiert. Folgende Symbole werden dadurch getrennt: Zum einen das Mainzer Rad im oberen linken Teil des Wappens, welches an die Zugehörigkeit des Eichsfeldes zu Mainz erinnert. Zum anderen findet sich auf der rechten oberen Seite des Wappens eine Harfe, welche auf die Geschichte des Wandermusikantentums des Ortes hinweist. Den Mittelpunkt des Wappens bilden drei Glocken, welche die architektonischen Besonderheiten der Kirche in Hundeshagen darlegen.

## Sprache
Traditionell wird in Hundeshagen wie im restlichen Nord-Eichsfeld Eichsfelder Platt gesprochen. Der Ort grenzt allerdings direkt an die Sprachgrenze zum Thüringischen, das in den südlichen Nachbarorten gesprochen wird. Daneben gab es als lokale Sondersprache das Kochum. Heute sind diese Sprachen weitgehend durch das Hochdeutsche verdrängt worden.
Die Sprache Kochum ist eine Besonderheit von Hundeshagen. Um einen kurzen Einblick in die Sprache zu geben, sind hier einige Beispiele alphabetisch angeführt.
| - 1 Mark – 1/2 Soof - alt – ulmisch - Apfel – Krepschling - Arzt – Schmeichert - ausfragen – loschen - Bauer – Knebel - Bier – Blembel - Brot – Lechen - Butter – Schmunk - Dorf – Kaff - essen – kippen - er geht – er buscht schiwes - Familie – Jent - Feuer – Funker - Fleischer – Fetzer - friert – pickelt - Gasthaus – Schwäche - Geld zählen – Pich schibbern - gucken – spannen - gut angezogen – grannig gekluftet | - Harfe – Echfach - Hochzeit – Quante - hocken – kutzsikeren - Hunger – Danger - im Gefängnis sitzen – beseln - ist – schemmt - Kirche – Tuft - Kaiser – Nobel - Kartoffel – Pandatten - Kinder – Schrappen - krank – bekersch - Lehrer – Schallder - Mädchen – Dilm - Milch – Kleis - Musiker – Klinger - Musiker aus Böhmen – Muker - Musiker aus Italien – Stils - Musiker Mädchen – Klingerdilm - musizieren – jaunen - nähen – sticheln | - Orgel – Lezen - Pfarrer – Kowes - Polizist – Preester - Reise – Hultche - schlachten – schächten - schlagen – kuffen - schreiben – fackeln - schwanger – finale - singen – schallern - Stadt – Moken - tanzen – weddeln oder schwoofen - Toilette – Flösselfinnichen - trinken – schwächen - Vater – Ette - vorsicht – schuftig - Wasser – Flossert - weinen – flonern - Zigarette – Schwulchen - Zucker – Sprankert |

„Kochum“ verweist auf die Herkunft von Bewohnern des Ortes aus der migrierenden Bevölkerung („Kochemer“) der frühen Neuzeit. Es ist den jenischen Idiomen zuzuordnen. Es enthält Elemente des Jiddischen und des Romanes. Eine verwandte Sprache ist die in Münster gesprochene Masematte. Dass das Wort Musik häufiger und in unterschiedlichen Varianten auftritt, zeigt an, dass Einwohner Hundeshagens Wandermusikanten waren und diese Sprache zur Verständigung untereinander benutzten. Der Name „Klingerdilms“ bezeichnet einen Musikverein in Hundeshagen, der zweifelsfrei seinen Namen aus dem Kochum bezogen hat. Es gibt viele Verweise auf ein traditionelles Wandermusikantentum.
Zahlreiche Forschungsmaterialien zu den Hundeshagener Wandermusikanten (einschließlich seltener Tondokumente) befinden sich heute im Hochschularchiv/Thüringischen Landesmusikarchiv Weimar der Hochschule für Musik Franz Liszt Weimar.

## Sehenswürdigkeiten

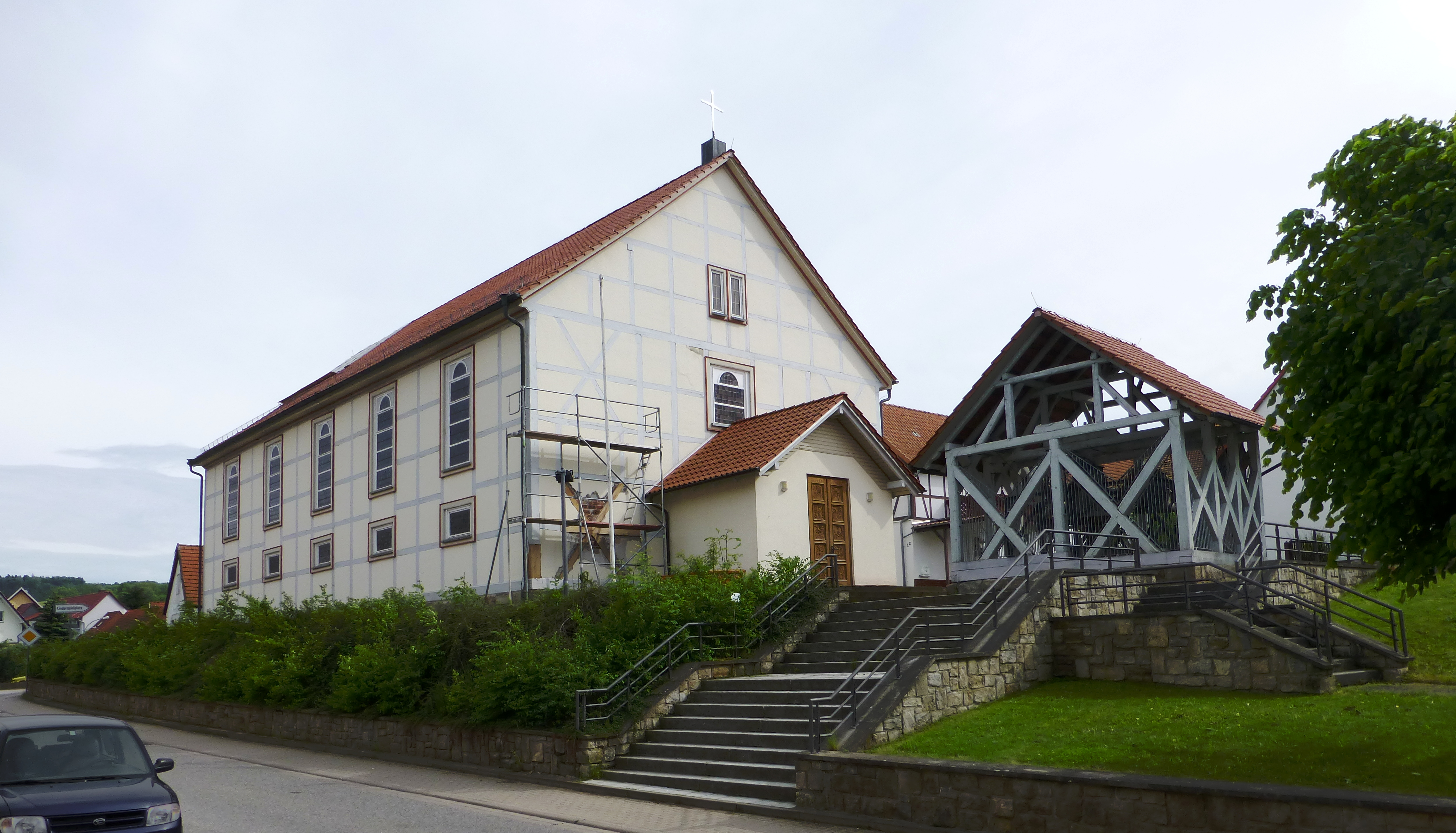
Kirche St. Dionysius mit Glockenhaus

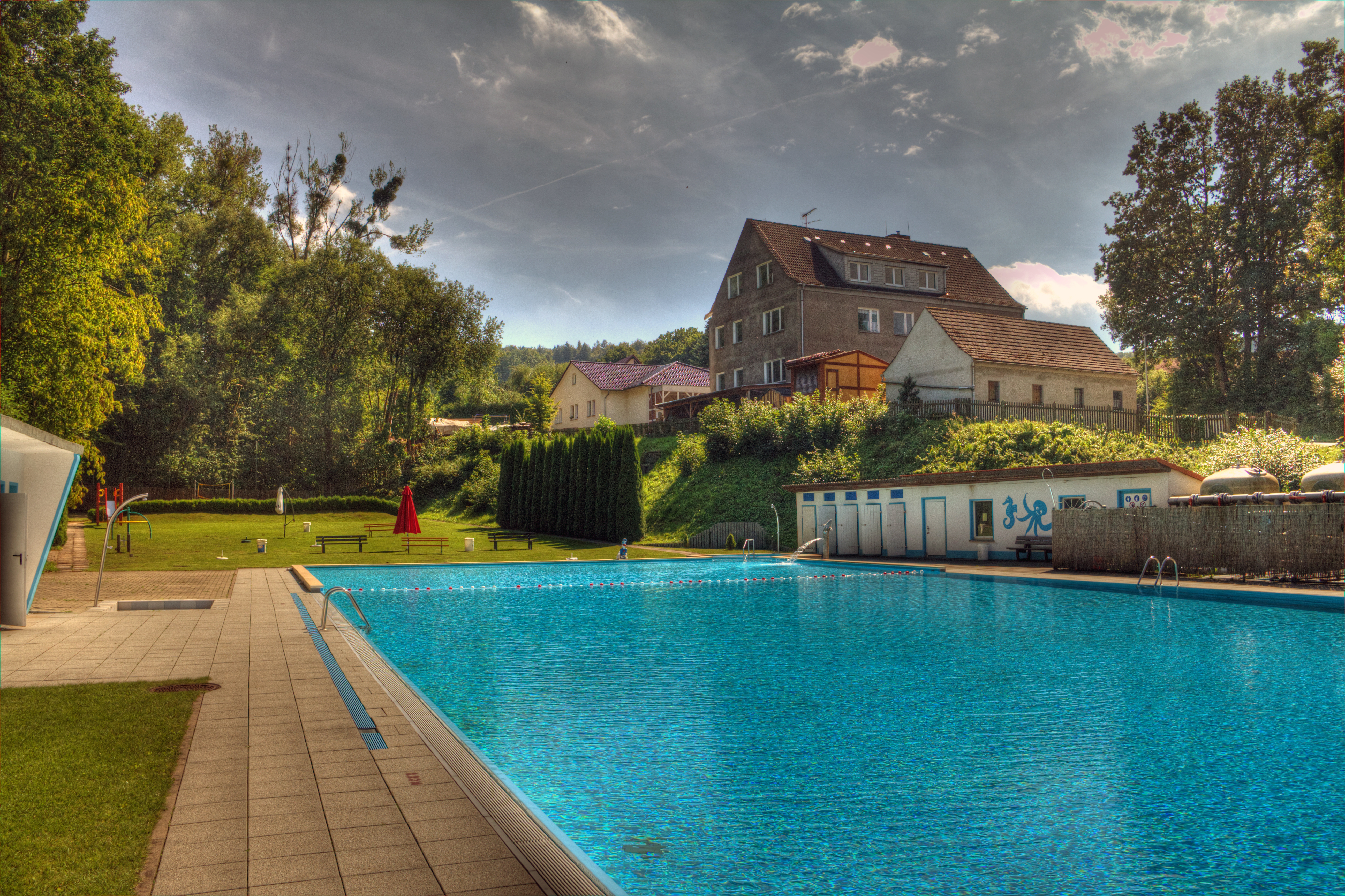
Das Freibad in Hundeshagen

- die von Friedrich August Stüler 1843 entworfene Kirche St. Dionysius mit Glockenhaus[19]
- Klüschen – kleine Kapelle in Hundeshagen
- Bildstock – kleiner Schrein, der Maria mit dem toten Jesus zeigt
- Heimatmuseum
- Wallfahrtskapelle Etzelsbach